# Познањске славистичке студијe
Познањске славистичке студије - научни часопис у издању института за славистику универзитета „Адам Мицкијевич“ у Познању, намењен за све, пољске и стране, стручњаке и ентузијасте за славенску и балканску културу. Oбјављује филолошке књижевне и језичке), фолклорне, антрополошке, културне, историографске, и социолошке текстове. Часопис је основан 2011, а његов издавач је АМУ.
- први број - крај децембра/почетак јануара 2011
- други број - јун 2012
- трећи број - децембар 2012
- четврти број - април 2013

## Редакција
- Krystyna Pieniążek-Marković (главни уредник)
- Joanna Dobosiewicz
- Izabela Lis-Wielgosz
- Joanna Rękas
- Artur Stęplewski
- Monika Wójciak
- Bogusław Zieliński
- Urszula Kowalska (помоћник уредника)

## Сарадници
- Joanna Brodniewicz,
- Zvonko Dimoski (језички уредник - македонски језик),
- Dominika Gapska,
- Irina Jermaszowa (језички уредник - руски језик),
- Stanislava Kostić (језички уредник - српски језик),
- Adriana Kovacheva,
- Karen Kuhn (језички уредник - енглески језик),
- Jan Pešina (језички уредник - чешки језик),
- Anna Skibska (језички уредник - енглески језик),
- Roman Sliwka,
- Mirela Šavrljuga (језички уредник - хрватски језик),
- Volodymyr Vasylenko (језички уредник - украјински језик),
- Kalina Zahova (језички уредник - бугарски језик)